# ワット・サミアンナーリー駅
ワット・サミアンナーリー駅（ワット・サミアンナーリーえき、タイ語:สถานีวัดเสมียนนารี）は、タイのバンコク都チャトゥチャック区にある、タイ国有鉄道（SRT）■ダークレッドラインの駅。駅番号はRN03。

## 概要
2021年のダークレッドライン開業と同時に供用開始した新駅である。レッドライン計画の原型であるホープウェル計画の段階では計画されていなかった。

## 歴史
- 2021年
  - 8月2日 - ダークレッドラインバーンスー - ランシット間で無料運行開始[2]、同時に供用開始。
  - 11月29日 - 正式開業[3]

## 駅構造
相対式ホーム2面2線を有する高架駅である。北本線及び東北本線の線路がホーム間にあるが、全列車が当駅を通過するためホームは設けられていない。地上には複線の本線（旧線）が並行しているが、駅設備はない。

### のりば
| 番線      | 路線                           | 行先                             |
| --------- | ------------------------------ | -------------------------------- |
| 1         | ダークレッドライン             | ランシット方面                   |
| 通過線2線 | 北本線、東北本線の中長距離列車 | 北本線、東北本線の中長距離列車   |
| 2         | ダークレッドライン             | クルンテープ・アピワット中央方面 |

## 配線
前述の通り、高架部は本線が中央寄りの方向別複々線となっている。当駅の南側には地上本線を経由し車両基地に至る連絡線（複線）が設けられ、本線・ダークレッドライン双方とも入線可能な渡り線がある。
地上にも別に本線が存在することは前に述べたが、これらに加え、将来はエアポート・レール・リンク延伸区間の高架複々線が当駅東側に建設される見込みである。ただし当地に駅設備の設置予定はない。

## 駅周辺
- ワット・サミアンナーリー（英語版、タイ語版）
- 警察学校
- ラートヤオ消防署

## 隣の駅
タイ国有鉄道
 ダークレッドライン
チャトゥチャック駅 (RN02) - ワット・サミアンナーリー駅 (RN03) - バーンケン駅 (RN04)